# 謬迪鎮區
謬迪鎮為緬甸馬圭省馬圭縣的鎮區。2014年人口159,511人，區域面積1,592.3平方公里。該鎮下分70個村莊。謬迪為該鎮之首府。